# جی کد
G Code نام زبان برنامه‌نویسی اکثر ماشین ابزارهای کنترل عددی (CNC) می‌باشد. این زبان برای اولین بار در آزمایشگاه سروومکانیزم دانشگاه MIT در سال‌های ۱۹۵۰ میلادی تعریف و استفاده گردید.
بعد از آن این زبان توسط انجمنهای تجاری و غیر تجاری توسعه یافت و برای اولین بار در سال ۱۹۶۰ میلادی نسخه پایدار آن توسط اتحادیه صنایع الکترونیک ایالات متحده به کار گرفته شد. آخرین نسخه آن در فوریه ۱۹۸۰ میلادی با نام RS274D عرضه گردید.
در اروپا نیز استاندارد ISO 6983، DIN 66025، PN-73M-55256، PN-93/M-55251 زبان برنامه‌نویسی ماشین‌ها را توصیف می‌کنند.
G Code زبانی حروفی-عددی می‌باشد، که نحوه حرکت ابزارها و همچنین دیگر لوازم و ادوات ماشین نظیر باز یا بسته بودن مایع خنک کن، روشن یا خاموش بودن مکنده براده، باز یا بسته بودن درب دستگاه و … را کنترل می‌کند.
با این زبان می‌توان حرکت‌های زیر را برای ابزار فراهم آورد:
- حرکت سریع به یک نقطه خاص
- حرکت با پیشروی مشخص روی خط و روی قطاعی از دایره
- تکرار یک سری از عملیات‌ها که مناسب برای سوراخ کاری، برش کاری، حدیده کاری و … می‌باشد.
- تعیین مشخصاتی برای ابزار نظیر افست از مرجع